# Ilias Glikofridis
Ilias Glikofridis, gr. Ηλίας Γλυκοφρύδης (ur. 19 lutego 1912 w Atenach, zm. 20 października 1982) – grecki polityk i prawnik, sędzia, w 1982 poseł do Parlamentu Europejskiego I kadencji.

## Życiorys
Studiował prawo, politologię i ekonomię. W latach 1969–1974 pozostawał wiceprezesem Rady Stanu, najwyższego krajowego sądu administracyjnego. Zaangażował się w działalność polityczną w ramach Partii Progresywnej. W 1981 kandydował do Parlamentu Europejskiego, mandat uzyskał 17 września 1982 w miejsce Apostolosa Papageorgiou. Pozostał deputowanym niezrzeszonym, zmarł w miesiąc po dostaniu się do PE.
Był żonaty z Eleni Golfinopulu.